# Store Ajstrup Sogn
Store Ajstrup Sogn er et sogn i Aalborg Vestre Provsti (Aalborg Stift).
I 1800-tallet var Store Ajstrup Sogn anneks til Sebber Sogn. Begge sogne hørte til Slet Herred i Aalborg Amt. Trods annekteringen var de to selvstændige sognekommuner. Ved kommunalreformen i 1970 blev både Sebber og Store Ajstrup indlemmet i Nibe Kommune, der ved strukturreformen i 2007 indgik i Aalborg Kommune.
I Store Ajstrup Sogn findes Store Ajstrup Kirke
I sognet findes følgende autoriserede stednavne:
- Bavnehøj (areal)
- Kyø Mark (bebyggelse)
- Kyø Skovhuse (bebyggelse)
- Store Ajstrup (bebyggelse, ejerlav)